# スパゲティストラップ

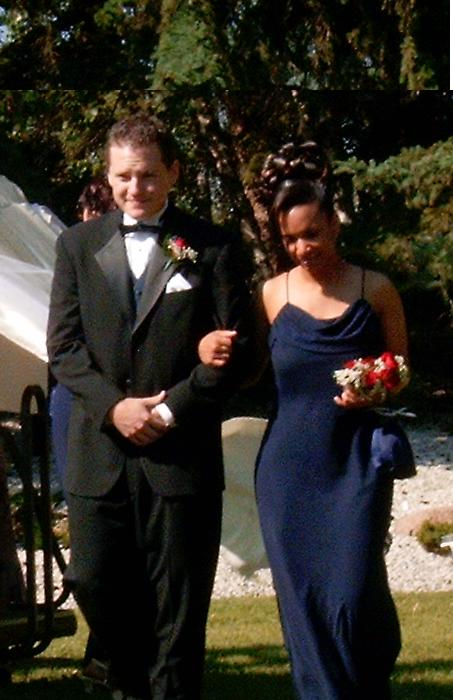
スパゲティストラップのドレス

スパゲティストラップ（英: spaghetti strap）、ヌードルストラップなどとも（英: noodle strap）は、衣類を支えるための非常に細い肩紐で、裸の肩に最低限の肩紐をかけるために使用される。水着、キャミソール、クロップトップ、ブラジャー、サンドレス、カクテルドレス、イブニングドレスなどによく使われ、スパゲッティという細いパスタの紐に似ていることからこの名がある。